# Лезгины в Кыргызстане
Лезгины в Кыргызстане (лезг. Лезгияр Къиргъистанайра; кирг. Лезгиндер) — лезгинская диаспора появившаяся в Киргизской Республике в результате депортации лезгин из родных земель после Штульского восстания. На 1999 год лезгин в Республике насчитывало 2657 человек, большинство (85,9%) проживает в Чуйской области, а также малая часть (11,9%) проживает в Бишкеке. В Кыргызстане существует небольшая, но значимая община лезгин, которая сохраняет свои культурные традиции, религию и язык.

## История

### Депортация
в 1930-е годы антиисламская политика Сталина и коммунистов спровоцировало лезгин на ответные меры, в результате чего вспыхнуло Штульское восстание во главе с имамом Гази Мухаммадом Штульским. Коммунистами к наказанию были привлечены 316 участников движения, из них 212 расстреляли, 104 осудили на сроки от 3 до 10 лет, остальных же с целью ассимиляции депортировали в Кыргызстан а также в Казахстан, Туркменистан и Узбекистан. 
В 30-40-е годы, при коммунистической политике борьбы с религией Ислам, дагестанцы наоборот сами исламизировали местных кыргызов.
Как отмечает представитель МЧС РД Джамбулат Маллаев, переселенцы на чужбине сохранили свои традиции, язык и религию.

### Реабилитация
В 1989 году сталинские массовые репрессии были официально осуждены российскими властями и их жертвы подлежали юридической реабилитации. Некоторые исследователи предлагали включить в число реабилитированных и Штульского. Однако сделать это оказалось невозможно, так как расстрелянные лидеры повстанческих движений официально не считаются репрессированными.

## Расселение
Согласно данным 1999 года, в Кыргызстане было 2657 лезгин. Несмотря на то, что после распада СССР многие народы, среди которых армяне, греки и грузины, покинули Кыргызстан, среди лезгин численность только увеличивалась на протяжении всего периода, и признаков их интенсивной эмиграции не наблюдалось.
| Год  | Численность лезгин в Кыргызстане | Среднегодовой темп прироста, % |
| ---- | -------------------------------- | ------------------------------ |
| 1959 | 1165                             | —                              |
| 1970 | 1599                             | 2,9                            |
| 1979 | 1896                             | 1,9                            |
| 1989 | 2493                             | 2,8                            |
| 1999 | 2657                             | 0,6                            |

| Распределение по областям, в % | Распределение по областям, в % |
| ------------------------------ | ------------------------------ |
| Чуйская                        | 85,9                           |
| Бишкек                         | 11,9                           |
| Баткенская                     | 0,7                            |
| Ошская                         | 0,6                            |
| Нарынская                      | 0,4                            |
| Джалал-Абадская                | 0,2                            |
| Иссык-Кульская                 | 0,2                            |
| Таласская                      | 0,1                            |

По разным оценкам количество проживающих дагестанцев в целом составляет 15–20 тысяч человек.

## Нынешнее состояние
В 2005 году в лезгины в Кыргызстане создали национально-культурный центр Лезги Къилих (Лезгинский нрав) целью которой являться сохранение лезгинского языка, традиций и исламской религии. 

## Известные представители диаспоры
Шейх Хамза — известный лезгинский имам.
Ислияр Алиев — боец ММА